# Мокриц фон Липвиг
Мокриц фон Липвиг (Мойст фон Липвиг, Влага фон Губапарик, Мокрист фон Губвиг) (англ. Moist von Lipwig), также известный как Альберт Блестер (англ. Albert Spangler) — персонаж из цикла произведений Терри Пратчетта «Плоский мир». Примечателен тем, что является неприметным, не обладая какими-либо запоминающимися отличительными чертами. Главный герой в книгах «Держи марку!», «Делай деньги» и «Поддай пару!».

## Описание
Мокриц фон Липвиг родился и вырос в Убервальде. У него неполное среднее образование (он сбежал из школы и стал бродячим мошенником).

Мойст фон Липвиг из Плоского мира Терри Пратчетта до назначения на должность Главного Почтмейстера обкрадывал людей, невзирая на их благосостояние. Но вместе с тем этот находчивый и умный парень вызывает у читателей симпатию.— Михаил Попов «Мир фантастики»
Осуждён под именем Альберта Блестера судом Анк-Морпорка за присвоение мошенническим путём 150 тысяч анк-морпоркских долларов и приговорён к смертной казни. По подсчётам присматривающего за Мокрицем офицера голема мистера Помпы (англ. parole officer Mr. Pump, a golem), основанным на изучении личного дела, нанесённый в результате мошенничества Мокрица фон Липвига финансовый ущерб стал причиной смерти 2,338 (двух целых трёхсот тридцати восьми тысячных) человек. Официально приговор приведён в исполнение, но в действительности вместо этого патриций Анк-Морпорка лорд Витинари предложил Мокрицу сделку — работу главного почтмейстера Анк-Морпоркского почтамта (англ. Ankh-Morpork's Postmaster General). Мокриц наладил работу почтамта и стал известной и популярной личностью в городе.
Через некоторое время патриций перевёл Мокрица на должность начальника Королевского монетного двора (англ. Royal Mint) и поручил разобраться в делах Королевского банка Анк-Морпорка (англ. Royal Bank of Ankh-Morpork). Мокриц фон Липвиг провел денежную реформу в Анк-Морпорке, заменив монеты на бумажные деньги. В книге «Поддай пару!» Мокриц становится ответственным за судьбу первой на Плоском мире железной дороги.
Мисс Адора Белль Диархарт ранее работала в банке в Псевдополисе и была оттуда уволена из-за того, что приняла чек, подделанный Мокрицем. Впоследствии встретилась с Мокрицем и стала его невестой.

## Экранизация
В фильме «Опочтарение» фон Липвига сыграл Ричард Койл.